# Associació Sindical de Professors d'Ensenyament Públic de Catalunya - Sindicat de Professors de Secundària
ASPEPC-SPS Sindicat de Professors de Secundària és un sindicat català fundat el gener de 2006, resultat de la federació entre els sindicats ASPEPC -Associació Sindical de Professors de l'Ensenyament Públic de Catalunya- i SPS -Sindicat de Professors de Secundària-, per tal de donar resposta a la necessitat del col·lectiu docent de la Secundària pública catalana, de disposar d'un mitjà per la defensa dels drets i els interessos d'aquest col·lectiu, tradicionalment negligit per al sindicalisme tradicional, i constituir una formació sindical forta que el representés i el defensés.
A les eleccions sindicals de l'any 2006, ASPEPC-SPS va aconseguir situar-se com a tercera força sindical de l'ensenyament públic català amb 20 delegats i va accedir a le Mesa Sectorial de Negociació amb l'Administració. Aquest tercer lloc és especialment remarcable si ens atenim al fet que el col·lectiu de professors de Secundària constitueix només un 40% del total del cens electoral del sector, el del Personal Docent no Universitari.
A les eleccions sindicals del febrer del 2011, la candidatura d'ASPEPC-SPS es va consolidar com a tercera força de l'ensenyament públic català i, amb 47 delegats electes va aconseguir representació a les 10 demarcacions catalanes, va ser el sindicat més votat entre el professorat de Secundària i va ser l'única formació que va augmentar linealment en nombre de vots.
Entre els mesos de maig i juny del 2013, es va produir el congrés d'unificació d'ASPEPC·SPS, que passà de federació sindical a convertir-se en un únic sindicat, ASPEPC-SPS Sindicat de Professors de Secundària.